# Chikkaseebi, Tumkur
Chikkaseebi là một làng thuộc tehsil Tumkur, huyện Tumkur, bang Karnataka, Ấn Độ.